# 1132
1132 (MCXXXII) a fost un an bisect al calendarului iulian.

## Evenimente
- 2 martie: Pornite în marș spre Bagdad, trupele lui Zengi, atabegul de Mosul, sunt anihilate în apropiere de Tikrit, pe fluviul Tigru, de către fidelii califului abbasid Al-Mustarchid bi-llah; Zengi scapă cu viață doar ca urmare a intervenției guvernatorului din Tikrit, Najm ad-Din Ayyub, care îl ajută să treacă fluviul pe ascuns.
- 24 iulie: Bătălia de la Nocera. O vastă coaliție a principilor din Italia de sud, organizată de ducele Richard al II-lea de Aversa și comandată de Ranulf al II-lea de Alife, îl înfrânge pe regele Roger al II-lea al Siciliei.
- 15 decembrie: Shams al-Muluk Isma'il, fiul și succesorul lui Bourri ca atabeg de Damasc, atacă prin surprindere fortăreața Baniyas, pe care secta asasinilor o cedase cruciaților anterior; preocupat cu atacarea Jaffei, regele Foulque al Ierusalimului, nu apucă să intervină.

### Nedatate
- iunie: Un incendiu devastator izbucnește în noua capitală a Chinei, Guangzhou, distrugând peste 13.000 de gospodării.
- septembrie: Expediție a împăratului Lothar al III-lea în Italia, împotriva concurentului său la tronul imperial, Conrad de Hohenstaufen.
- decembrie: Hugues du Puisset, revoltat împotriva regelui Foulque de Anjou al Ierusalimului, este alungat din Jaffa.
- Cehii atacă și pradă Silezia.
- În Japonia începe era Choushou.
- Prima flotă stabilă este semnalată în portul Dinghai, în China.
- Sfântul Malachia devine episcop de Armagh, în Irlanda și caută să impună liturghia romană asupra celei a bisericii irlandeze independente.

## Arte, științe, literatură și filozofie
- ianuarie: Este sfințit nartexul Bisericii din Vezelay, în prezența papei Inocențiu al II-lea.
- Este întemeiată abația Basingwerk, în Țara Galilor.
- Încep lucrările la capela palatină din Palermo, în Sicilia.
- Întemeierea mănăstirilor Fountains Abbey și Rievaulx în provincia Yorkshire din Anglia.
- Prima utilizare a prafului de pușcă în scopuri de luptă, în China.

## Înscăunări
- 15 aprilie: Iaropolk al II-lea, mare cneaz de Kiev.
- 6 iunie: Shams al-Muluk Isma'il, atabeg de Damasc.
- Abd al-Mu'min, calif al almohazilor din Africa de nord (în Tunisia).
- Tughril al II-lea, conducător în Irak.

## Nașteri
- Gioacchino da Fiore, abate și mistic italian (d. 1201).
- Sancho al VI-lea, rege al Navarrei (d. 1194).

## Decese
- 26 martie: Geoffroi de Vendome, abate și scriitor francez (n. 1093)
- 15 aprilie: Mstislav I, cneaz de Kiev (n. 1076)
- 6 iunie: Bourri, atabeg de Damasc (n. ?)